# Journaux transatlantiques
Les Journaux transatlantiques sont les journaux imprimés au XIXe siècle d'un côté de l'Atlantique dans le but principal de les vendre de l'autre côté de l'Océan Atlantique, en tentant de résumer les nouvelles les plus importantes venant d'Europe, d'Asie et d'Afrique, sans oublier les nouvelles commerciales, pour tous les exportateurs, importateurs, et producteurs de matières premières, qui ont besoin d'anticiper l'évolution des prix de vente.

## Histoire
Les Journaux transatlantiques se multiplient à partir de 1840, l'année où la compagnie canadienne Cunard ouvre le premier service régulier de navire à vapeur entre Liverpool et Boston. Le temps de traverser n'est pas seulement divisé par deux. Pour la première fois, il ne dépend plus de la météo.  Sûres et prévisibles, les arrivées de paquebots donnent visibilité et reconnaissance aux journaux publiant des nouvelles d'Europe, qui deviennent aussi plus récentes. Le Sirius avait été le premier navire à vapeur à traverser l'Atlantique, le 22 avril 1838, pour arriver aux États-Unis, mais il était de petite taille et il n'y avait pas encore de ligne régulière. La première ligne régulière est inaugurée en juillet 1840 par le paquebot Britannia. Seulement six mois après sont créés le premier des journaux transatlantiques: The European and General Commercial Intelligence, imprimé à Liverpool et vendu à New York. Son fondateur, John S. Bartlett, avait déjà lancé en 1822 le quotidien New York Albion, pour les Anglais de la ville. 
D'autres journaux transatlantiques vont suivre. Edward Wilmer et David Smith, négociants en import/export à Liverpool, créent un concurrent en 1843: leur European Times couvre trois continents (Asie, Afrique, Europe) en plusieurs langues. Il complète leur Liverpool Times déjà repris par des journaux américains jusqu'en Ohio, où le titre spécialisé Ohio Cultivator le cite. Il est aussi repris régulièrement par l'American Farmer, magazine de John Stuart Skinner (1788 – 1851). Un numéro de septembre 1845 cite par exemple European Times qui tente d'évaluer la production de blé britannique, et effectue un pronostic de hausse de prix, sous réserve que les importations de blé de la Baltique, quelques mois plus tard, ne la remettent pas en cause. European Times est aussi évoqué pour des informations sur le marché du guano au Pérou.
Le titre European Times ne disparaîtra qu'en 1868, après l'arrivée du câble télégraphique transatlantique. La moitié de ses huit pages est consacrée aux nouvelles commerciales. Le New York Herald et le New York Tribune y puisent la majorité de leurs nouvelles européennes. 
Réciproquement, un American Times, diffusé en Europe, naît en 1846, l'année du Traité de l'Oregon', qui résout un conflit territorial américano-britannique menaçant de finir en guerre. Imprimé à New York, plaque tournante des nouvelles télégraphiques américaines, cet American Times est très lu à Londres, au-delà du conflit de l'Oregon. Il va durer 33 ans, jusqu'à la création du Paris Herald, par la famille new-yorkaise propriétaire du New York  Herald.